# Se perdre
Se perdre est un extrait du journal intime d'Annie Ernaux, paru en 2001 chez Gallimard, et centré sur ses relations amoureuses avec un diplomate russe, déjà exposées neuf ans plus tôt sous forme de récit autobiographique dans son ouvrage Passion simple.

## Résumé
Ce journal reprend la narration de la passion amoureuse d'Annie Ernaux avec un diplomate marié rencontré lors d'un voyage en Russie, liaison qu'elle a déjà décrite dans son roman autobiographique Passion simple. Y sont notamment évoqués, outre la quarantaine de rencontres sexuelles avec cet amant, les sentiments qui l'agitent, faits d'attente, de souffrances, de rêves et de fantasmes sur cette relation aliénante et sans avenir,,.

## Analyse
Pour Geneviève Denis, dans la revue Spirales, ces pages mettent à nu des paradoxes dans les aspirations de l'autrice qui à la fois cherche l'aventure, mais désire secrètement rencontrer l'amour, qui réclame la liberté en refusant qu'un homme puisse changer sa vie, tout en se satisfaisant d'une relation aliénante. La critique relève la part importante accordée aux fantasmes et la construction de l'érotisme avec un homme peu considéré en tant que tel,  et dont les travers sont décrits sans complaisance. Elle considère toutefois la lecture du journal bouleversante, car au-delà de la « description minutieuse, détaillée, crue de l'érotisme », chacun peut retrouver et objectiver les temps de la passion « tels qu'il a peut-être pu obscurément les vivre lui-même ».   

## Point de vue de l'autrice
Invitée à Apostrophes pour parler de son livre, Annie Ernaux prend Bernard Pivot et son auditoire au dépourvu, en affirmant à propos de sa mise en danger en se livrant ainsi qu'« il n'y a pas que le bonheur qui rende heureux », et en expliquant « Ce besoin que j'ai d'écrire quelque chose de dangereux pour moi, comme une porte de cave qui s'ouvre, où il faut entrer coûte que coûte ».